# 2020-as transznyisztriai parlamenti választás
2020. november 29-én a hivatalosan Moldovához tartozó szakadár, korlátozottan elismert Dnyeszter Menti Köztársaságban parlamenti választásokat tartottak.
| Listavezető       | Alekszandr Korsunov |
| Párt              | Megújulás           |
| Képviselői helyek | 29 / 33             |
| Változás          | 6                   |

## Választási rendszer
A parlament 33 képviselőit egyéni választókerületekben választják meg, egyszerű többségi szavazással.

## Induló pártok
| Párt neve:               | Megújulás                                                                             | Transznyisztriai Kommunista Párt        |
| Párt neve oroszul:       | Обновление                                                                            | Приднестровская коммунистическая партия |
| Pártelnök:               | Mihail Burla                                                                          | Nagyezsda Bondarenko                    |
| Ideológia:               | Konzervativizmus, transzisztriai nacionalizmus, gazdasági liberalizmus, oroszbarátság | Kommunizmus                             |
| Politikai elhelyezkedés: | Centrista                                                                             | Szélsőbaloldal                          |

## Eredmények
A részvételi arány országosan 27,79 százalék volt, ami negatív rekord a szakadár állam történetében. A részvétel egyedül Caenca körzetben haladta meg a 40%-ot. A kormányzó Megújulás nevű párt a 33 képviselői helyből 29-et nyert meg, ennek eredményeként Alekszandr Korsunov továbbra is miniszterelnök maradt. A kormánypárton kívül még négy független képviselő szerzett mandátumot. Az egyetlen parlamenti ellenzéki párt, a PKP elveszítette egyetlen mandátumát, így gyakorlatilag egypárti törvényhozás jött létre.